# Los Ausoles
En las inmediaciones de la ciudad de Ahuachapán, El Salvador, en un área de 20 km² se encuentran los ausoles a 30 minutos de camino desde la ciudad de Atiquizaya y a 1140 metros sobre el nivel del mar, que constituyen uno de los fenómenos más interesantes del vulcanismo en Centroamérica, debido a esto, la ciudad de Ahuachapán también es llamada "La capital geotérmica de América Central".
Los ausoles se abren paso entre un depósito de rocas, los principales ausoles son:
1. El Zapote, mide 5 km; antiguamente era un cráter de 20 m de diámetro.
2. Valdivieso, de 20 m de diámetro formado por cuatro aberturas grandes y varias pequeñas con hermosos cristales de azufre.
3. El Barreal, formado por estanques de lodo.
4. La Labor, consiste en una hondonada de 200 m de diámetro y paredes cortadas verticalmente a manera de cráter, con siete aberturas que emanan vapores con mucha fuerza y ruido, volcancillos de arcilla y lodo de 2 m de altura.
5. El Salitre, un conjunto de lagunitas de aguas muy calientes, 96 °C que dan origen al río Agua Caliente, que después hace su recorrido de 13 km y desagua al margen izquierdo del río Paz.

## Explosión del ausol
Jueves 10 de julio de 2025  explotó uno de los ausoles que yacen en la zona del cantón El Barro Los Ausoles. Tras la explosión, las autoridades evacuaron a 17 personas y delimitaron un perímetro restringido de 75 metros. El fenómeno se produjo debido a un tapamiento en el conducto por el agua infiltrada en el subsuelo por las lluvias, así como sedimentos y lodo acumulados. La explosión tuvo una altura de siete metros y el área afectada abarca cerca de 4,000 metros cuadrados. El vapor de agua estuvo a más de 100 °C y la temperatura superficial del agua alcanzó entre los 82 °C y 86 °C.